# Sergio Leone (Colle der Fomento)
Sergio Leone è un singolo del gruppo rap romano Colle der Fomento uscito il 21 giugno 2013, primo ed unico singolo dell'album Adversus.

## Descrizione
Sergio Leone è l'ottava traccia dell'album Adversus dei Colle der Fomento, estratta come primo singolo ufficiale dall'album e resa disponibile a partire dal 21 giugno 2013, cinque anni prima dell'uscita dell'album. 
La canzone presenta due versioni: la prima, rilasciata il 21 giugno 2013, presenta una strofa di Masito, quella successiva di Danno e la terza divisa equamente tra i due rapper. Nella seconda versione, quella presente nell'album Adversus, la terza strofa di Danno e Masito lascia spazio ad una strofa inedita rappata interamente dal rapper Kaos, non accreditato esplicitamente nella copertina del singolo. Le due canzoni differiscono anche per durata, la versione su disco dura 3:34 contro i 4:17 della versione singolo. 
Sergio Leone è stata registrata, mixata e masterizzata da Squarta, dj dei Cor Veleno, al Rugbeats Studio di Roma.

## La canzone
Come facilmente intuibile dal titolo, Sergio Leone presenta numerosi riferimenti al mondo degli spaghetti western, genere di cui il regista romano fu uno dei massimi esponenti. 
Si trovano riferimenti a film (Il buono, il brutto, il cattivo, Per un pugno di dollari, Giù la testa, Il mio nome è Nessuno), all'attore Lee Van Cleef e alla famosa frase "quando un uomo con la pistola incontra un uomo col fucile, quello con la pistola è un uomo morto", recitata da Gian Maria Volonté e successivamente da Clint Eastwood in Per un pugno di dollari. 
Il ritornello è invece un omaggio alla canzone Blue Suede Shoes di Elvis Presley.

## Video musicale
Il videoclip, diretto da Niccolò Celaia e prodotto dalla compagnia Videoaddicted, è stato girato in uno stabile sito a San Lorenzo, quartiere popolare di Roma. Nel video Danno, Masito e DJ Baro suonano la canzone in un magazzino abbandonato e, tramite la potenza del suono, rompono oggetti intorno a loro. L'ultima parte della canzone vede il gruppo romano spostarsi sul tetto dello stesso edificio.

## Tracce
1. Sergio Leone – 4:17